# 安尼特·埃德蒙森
安尼特·埃德蒙森（Annette Edmondson，1991年12月12日—），出生於南澳大利亚州的首府阿德莱德，澳洲女子單車運動員，曾在2012年夏季奧林匹克運動會中贏得個人全能賽銅牌。

## 簡歷
2013年，安尼特·埃德蒙森在白俄羅斯明斯克舉行的世界場地單車錦標賽中，贏得了團體追逐賽亞軍，以及個人追逐賽和個人全能賽的季軍。